# Wilsons Promontory Lighthouse
Le Wilsons Promontory Lighthouse est un phare situé à South East Point dans l'État de Victoria, en Australie.
Il offre une vue à près de 360° sur le détroit de Bass. Il est le phare le plus au sud de l'Australie continentale et se trouve à environ 18 kilomètres de la ville la plus proche, Tidal River. Un hébergement de style dortoir est disponible dans le phare.

## Histoire
Le phare a été construit avec l'aide de la main-d'œuvre des condamnés sur une période d'environ sept ans, commençant en 1853 jusqu'à son achèvement en 1859. Il mesure 19 mètres de haut et, avec la maison du gardien, est construit en granit local. De 1869 à 1878, le gardien du phare était le capitaine Thomas Musgrave,.